# فرانسوا فورنير
فرانسوا فورنير هو سياسي كندي، ولد في 1776، وتوفي في 18 أكتوبر 1836.